# Asago
Asago (朝来市 Asago-shi?) este un municipiu din Japonia, prefectura Hyōgo.